# Castel del Giudice
Castel del Giudice község (comune) Olaszország Molise régiójában, Isernia megyében.

## Fekvése
A megye északi részén fekszik. Határai: Ateleta, Gamberale, San Pietro Avellana, Sant’Angelo del Pesco és Capracotta. A település a Sangro völgyében fekszik.

## Története
A normannok uralkodása idején alapították, a 12. században. Korabeli nevét, Castellum Iudicis hűbérurai, a Iodice család után kapta. A 19. században nyerte el önállóságát, amikor a Nápolyi Királyságban felszámolták a feudalizmust. A második világháborúban jelentős károkat szenvedett.

## Népessége
A népesség számának alakulása:

## Főbb látnivalói
- San Nicola-templom
- Madonna in Saletta-templom
- Madonna del’Immacolata Concezione-templom